# Circuit intégré 7411

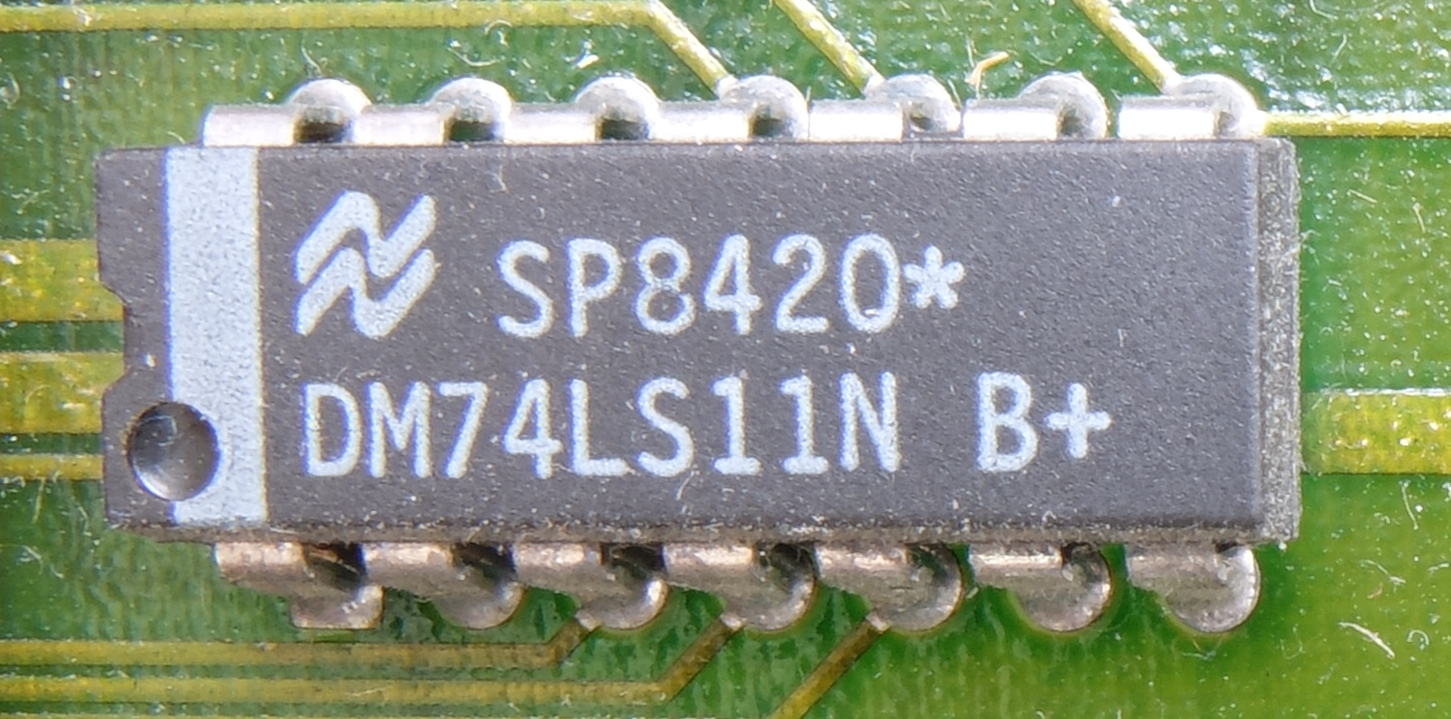
Circuit intégré 7411 (National Semiconductor DM74LS11N)

Brochage

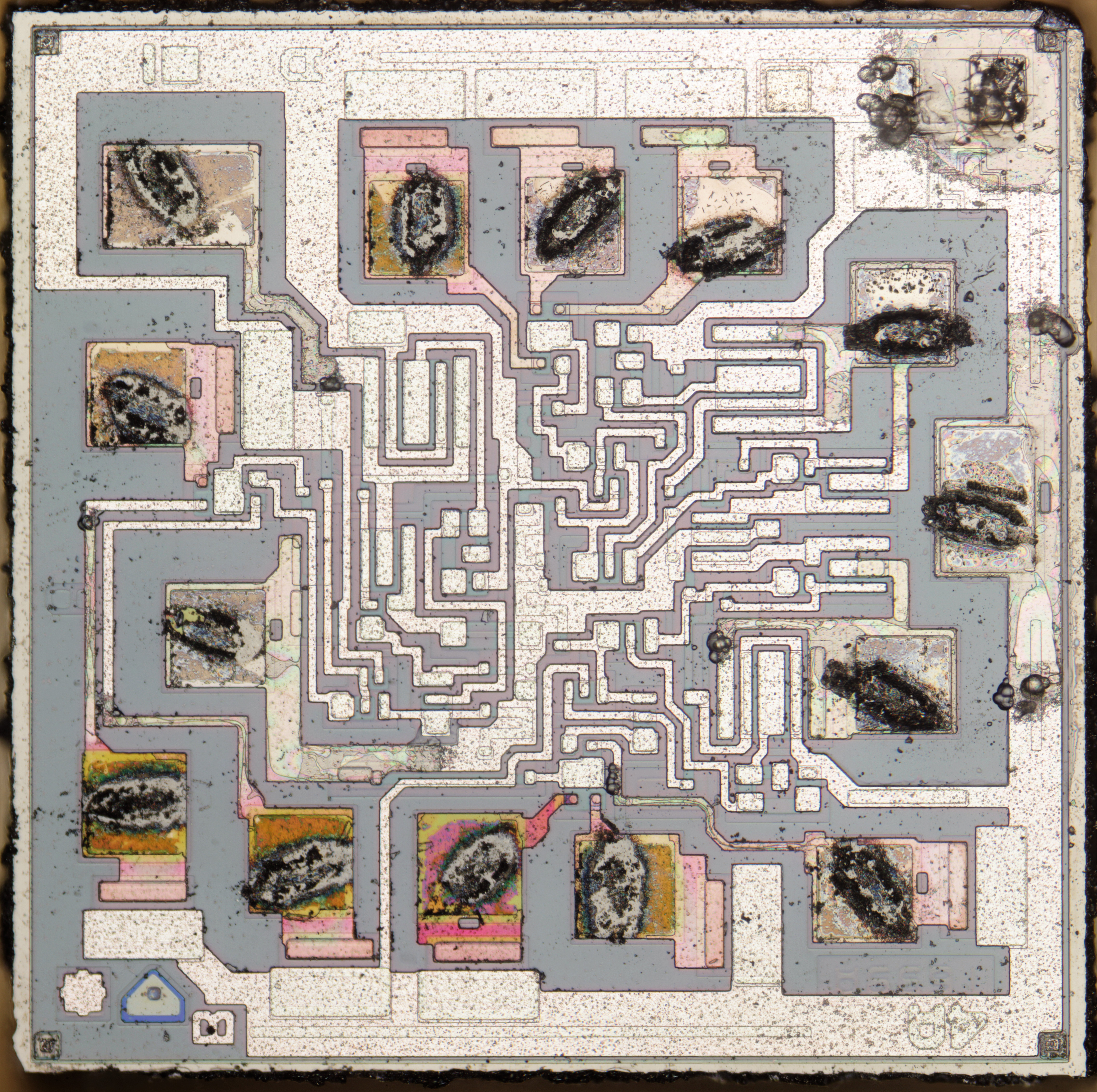
Die d'un 74S11

Le circuit intégré 7411 fait partie de la série des circuits intégrés 7400 utilisant la technologie TTL.

Ce circuit est composé de trois portes logiques indépendantes ET à trois entrées.